# Laszki (gmina)
Laszki – gmina wiejska w województwie podkarpackim, w powiecie jarosławskim. W latach 1975–1998 gmina położona była w województwie przemyskim.
Siedziba gminy to Laszki.
Według danych z 30 czerwca 2004 gminę zamieszkiwało 7012 osób.
Na terenie gminy funkcjonuje lądowisko Laszki.

## Struktura powierzchni
Według danych z roku 2002 gmina Laszki ma obszar 137,85 km², w tym:
- użytki rolne: 72%
- użytki leśne: 17%

Gmina stanowi 13,39% powierzchni powiatu.

## Demografia

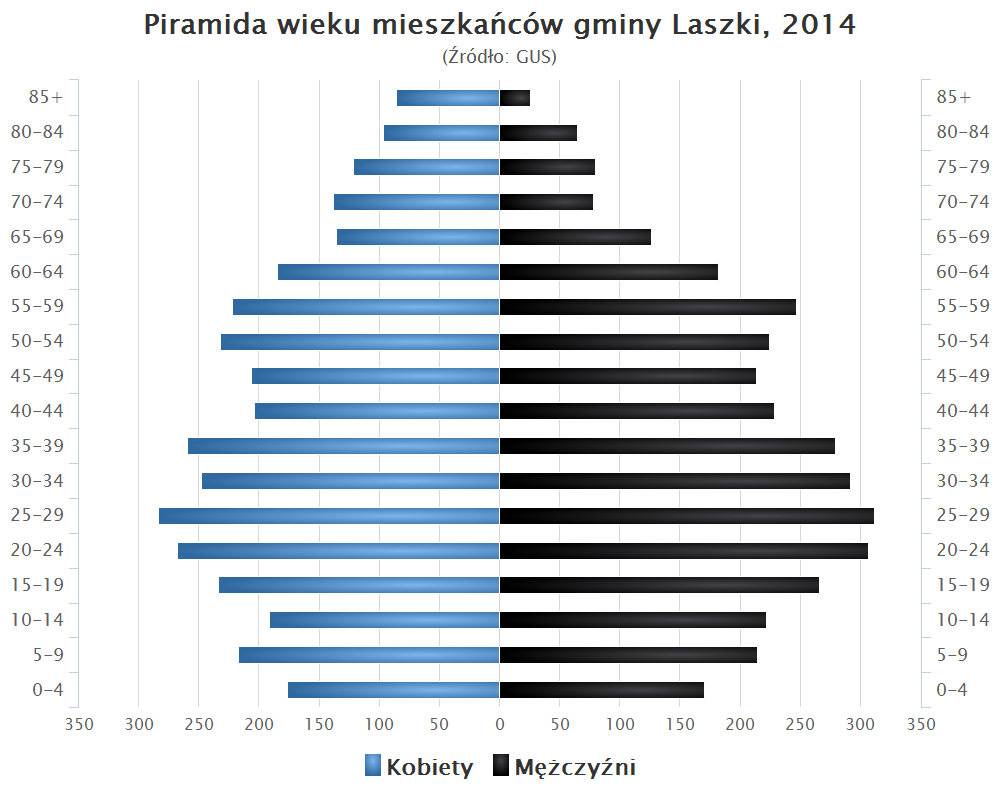
Piramida wieku mieszkańców gminy Laszki w 2014 roku

Dane z 30 czerwca 2004:
| Opis                              | Ogółem | Ogółem | Kobiety | Kobiety | Mężczyźni | Mężczyźni |
| --------------------------------- | ------ | ------ | ------- | ------- | --------- | --------- |
| jednostka                         | osób   | %      | osób    | %       | osób      | %         |
| populacja                         | 7012   | 100    | 3506    | 50      | 3506      | 50        |
| gęstość zaludnienia (mieszk./km²) | 50,9   | 50,9   | 25,4    | 25,4    | 25,4      | 25,4      |

## Sołectwa
Bobrówka, Bukowina, Charytany, Czerniawka, Korzenica, Laszki, Miękisz Nowy, Miękisz Stary, Tuchla, Wietlin, Wietlin Pierwszy, Wietlin Trzeci, Wietlin (osada), Wysocko.
Miejscowości niesołeckie: Tuchla (osada).

## Sąsiednie gminy
Jarosław, Oleszyce, Radymno (gmina wiejska), Radymno (miasto), Wiązownica, Wielkie Oczy

## Gminy partnerskie
- Peißen, Niemcy
- Gmina Onuškis, Litwa
- Gmina Szkło, Ukraina
- Gmina Budkovce, Słowacja